# Josip Orel
Josip Orel, slovenski učitelj in glasbenik, * (?) 1854, Bilje, † 17. november 1934, Gorica.
Josip Orel, oče glasbenika R. Orla, je bil od 1876 učitelj in nadučitelj v Prvačini ter prav tam organist in zborovodja moškega pevskega zbora.